# Bistum Houma-Thibodaux
Das Bistum Houma-Thibodaux (lat.: Dioecesis Humensis-Thibodensis) ist eine in den USA gelegene römisch-katholische Diözese mit Sitz in Schriever.
Es wurde am 2. März 1977 aus dem Erzbistum New Orleans herausgenommen. Das Bistum Houma-Thibodaux untersteht diesem heute als Suffraganbistum.
Das Bistum umfasst die Parishes Lafourche, Terrebonne, wie auch Teile der Parishes St. Mary und Jefferson.

## Bischöfe von Houma-Thibodaux
- Warren Louis Boudreaux, 1977–1992
- Charles Michael Jarrell, 1992–2002, dann Bischof von Lafayette
- Sam Jacobs, 2003–2013
- Shelton Fabre, 2013–2022, dann Erzbischof von Louisville
- Mario Eduardo Dorsonville-Rodríguez, 2023–2024
- Simon Peter Engurait, ab 2025